# Carlos Kaiser (fodboldspiller)
Carlos Henrique Raposo (født 2. April 1963), kendt som Carlos Kaiser, er en tidligere brasiliansk fodboldspiller, der spillede som angriber. Han var bedre kendt som en "farcefodboldspiller". Han havde kontrakt med mange hold i sin ti år lange karriere, men han spillede faktisk aldrig en officiel kamp og skjulte sine begrænsede evner med falske skader, hyppige klubskifter og andre tricks.

## Karriere

### Tidlig karriere
Han blev kaldt "Kaiser" på grund af sin lighed med Franz Beckenbauer, da han var ung. Carlos Kaiser startede sin ungdomskarriere i Botafogo, og derefter skiftede han til Flamengo. I 1979 imponerede han talentspejdere i Puebla under en træning og blev signet af den mexicanske klub, men han forlod den igen nogle måneder efter uden at have spillet en eneste kamp.

### Farcefodboldspiller
Han vendte senere tilbage til Brasilien og startede en karriere som "farcefodboldspiller", da han "ønskede at være fodboldspiller, men ikke at spille fodbold". Han blev venner med mange fodboldspillere såsom Carlos Alberto Torres, Ricardo Rocha og Renato Gaúcho for på den måde at få et stort netværk, der kunne anbefale ham, når han havde brug for at skifte klub. Med en fysisk form lig professionelle fodboldspilleres, men manglende fodboldevner, bestod hans trick i at underskrive en kort kontrakt med en klub for derefter at erklære, at han manglede kamptræning. Således kunne han bruge de første uger kun med fysisk træning, hvor han kunne brillere. Når han var nødt til at træne med andre spillere, foregav han en forstrækningsskade. Den daværende teknologi gjorde det svært at opdage bedrageriet. Han havde en tandlæge, der hævdede, at han havde fokal infektion, når en klub ønskede at gå videre med sagen. Ved at følge disse trin formåede han at holde et par måneder i de forskellige klubber uden nogensinde at blive afsløret som svindler.
En anden del af farcen var at blive venner med journalister, så de skrev falske nyheder om ham. I en avisartikel blev det fortalt, at han havde haft en så fantastisk tid i Puebla, at han var blevet tilbudt mexicansk statsborgerskab, så han kunne spille for landsholdet. Han brugte også legetøjsmobiltelefoner - sjældne og dyre på det tidspunkt - til at fake samtaler på fremmede sprog og afvise ikke-eksisterende transfertilbud, så han derved kunne skabe et billede af sig selv som en værdifuld spiller.

### Klubkarriere
Efter hjemkomsten til Brasilien returnerede Kaiser til Botafogo og begyndte farcekarrieren der. Udover at anvende sin falsk skade-fidus brugte han også legetøjsmobiltelefon-nummeret ved at foregive at tale engelsk for at købe sig mere tid i klubben. Men han blev senere opdaget af en klublæge, der talte flydende engelsk. Kaiser vendte senere tilbage til Flamengo, hvor han opholdt sig et par måneder ved hjælp af den sædvanlige skadefidus.
En anden af hans løgnehistorier gik på, at han havde spillet i Argentina for Talleres de Córdoba og Independiente, og at han var blevet hentet af en mand ved navn "Alejandro", der var ven med Jorge Burruchaga. Kaiser hævdede også, at han var en del af den trup, der vandt både 1984 Copa Libertadores og 1984 Intercontinental Cup. Det gjorde han ved at fremstille sig selv som Carlos Enrique, en argentinsk spiller, der virkelig var en del af truppen.
I 1986 flyttede han til Europa og skrev under med den franske Division 2 klub Gazélec Ajaccio, hvor en ven spillede. Ved sin præsentation arrangerede klubben en træningssession foran fansene, og af frygt for at blive afsløret skød han alle boldene ud til publikum, mens han kyssede klubbens badge. Han spillede næsten ikke i klubben og vendte tilbage til Brasilien det følgende år, selv om hans venskab med journalister senere kastede en artikel af sig, hvor han blev afbildet som topscorer for Gazélec Ajaccio, og hvori det blev hævdet, at han havde spillet der i otte sæsoner.
Tilbage i Brasilien kom han til Bangu, hvor han igen brugte sin falsk skade-fidus. Men Castor de Andrade, klubbens største sponsor og mæcen, blev træt af at se, at Kaiser kun trænede. Castor beordrede træneren til at sætte Kaiser på banen, da hans hold var bagud 2-0. Da Kaiser var sendt ud for at varme op, så han, at en gruppe tilhængere langede ud efter spillerne, og han begyndte at slås med dem, så han fik det røde kort. Efter kampen påstod Kaiser over for sin chef, at tilhængerne havde kaldt ham en tyv. Kaiser var tilgivet og fik en seks måneders forlængelse.
Kaiser havde også et ophold i Fluminese, hvor han både anvendte sin skadefidus og sin legetøjsmobiltelefon. I telefonen foregav han at afvise tilbud fra andre klubber og erklærede, at han var glad for at være i klubben, men blev opdaget af en assistent. Senere skiftede han til Vasco da Gama, hvor han blev sat til at hjælpe en holdkammerat med at overvinde et alkohol-problem, da han ikke selv drak alkohol og havde ry for at være en god person.

## Film
I november 2015 underskrev Carlos Kaiser en eksklusiv aftale med et britisk produktionsselskab, Nods & Volleys Entertainment Limited, som blev oprettet specifikt for at fortælle hans historie i alle medier og formater. Optagelser af interview til biograffilm blev afsluttet i december 2016.[kilde mangler]